# Man liebt es unentschieden
Man liebt es unentschieden ist eine französische Filmkomödie aus dem Jahr 2000.

## Handlung
Alain Bauman ist Juniorpartner einer Anwaltskanzlei, fast vierzig Jahre alt und verbringt seine Freizeit mit unzähligen One-Night-Stands, wobei er sich nie auf eine Frau festlegen kann. Er ist sogar so unentschlossen, dass er sich die Option, mit beiden Geschlechtern zu schlafen, offenhält. Ohne dass es beabsichtigt war, schwängert er seine Chefin Laurence Albertini. Er selbst jedoch ist in den schönen Marc verliebt, der aber zu lebenslangem Gefängnis wegen Mordes verurteilt wurde. Zu allem Überfluss hat Marcs Freundin Babette auch noch selbst ein Auge auf Alain geworfen. Zwischen all den Optionen hin- und hergerissen, entscheidet sich Alain, Laurence zu heiraten und stürzt sich damit in ein emotionales Chaos.

## Kritik
„Die mitunter zynische Tragikomödie um eine Verwirrung der Geschlechter beschreibt einen Protagonisten, der sich beharrlich weitert, erwachsen zu werden, und sich alle Optionen offen halten möchte, ohne dabei die Tragik seiner Situation zu begreifen. Gut beobachtend, fließen Lebenswahrheiten wie kleine, spitze Randnotizen in die Erzählung ein.“

„Angereichert mit spitzen Repliken, bissigen Zynismen, aber auch mit Lebenswahrheiten und Reflexionen, porträtiert der Film mit der Figur des Alain ein typisches männliches Exemplar einer Generation, die nicht erwachsen werden will.“

## Hintergrund
Bei der Verleihung des französischen Filmpreises César 2001 wurde Pascal Greggory als Bester Hauptdarsteller und Cyrille Thouvenin als Bester Nachwuchsdarsteller nominiert.
Der Film hatte am 11. November 2000 seine Weltpremiere auf dem Internationalen Filmfestival Thessaloniki. In Deutschland wurde er am 12. Januar 2004 zum ersten Mal auf ARTE ausgestrahlt.